# 擬阿里山長沫蟬
擬阿里山長沫蟬（学名：Ptyelus tamahonis）为尖胸沫蟬科脊沫蟬屬下的一个种。